# 北喀斯喀特国家公园
北喀斯喀特国家公园（North Cascades National Park），又有人翻譯為北瀑布國家公園，美国的一个国家公园，位于华盛顿州北部的霍特科姆县、斯卡吉特县、奇兰县。1968年10月2日成立，总面积2042.78平方公里。北方與加拿大的省立公園相連結。

## 外部連結
- 攝影旅者：北瀑布國家公園（页面存档备份，存于）